# Фоде Балло-Туре
Фоде́ Балло́-Туре́ (фр. Fodé Ballo-Touré, 3 січня 1997 року, Конфлан-Сент-Онорин) — французький футболіст малійського походження, який грає на позиції захисника за італійський клуб «Мілан». Наразі грає за англійський «Фулгем» на правах оренди.

## Біографія

### Навчання в «ПСЖ»
Фоде Балло-Туре вступив до центру підготовки «Парі Сен-Жермен» у віці 10 років. Він пройшов всі етапи в молодіжних командах «ПСЖ». Пройшов усі сходинки в молодіжній команді. Спочатку грав на позиції лівого півзахисника, але пізніше був опущений на позицію лівого захисника. У 2016 році разом з юнацькою командою «ПСЖ» дійшов до фіналу Юнацької ліги УЄФА.

### «Лілль»
1 липня 2017 року на правах вільного агента підписав контракт з «Ліллем». Однак через контакти «Лілля» з гравцем до кінця контракту з ПСЖ «доги» були оштрафовані.
Після складного сезону 2017/18, де Балло-Туре часто програвав дуелі, в наступному сезоні Фоде показав суттєвий прогрес. Він став основним лівим захисником «Лілля» та відіграв важливу роль у тому, що команда завершила перше коло чемпіонату 2018/19 на другому місці.

### «Монако»
10 січня 2019 підписав контракт з «Монако». Вартість переходу становила 11 мільйонів євро. У монегаскському клубі став основним лівим захисником.

### «Мілан»
Влітку 2021 року перейшов до італійського «Мілана» за 5,4 мільйона євро. У новій команді протягом двох наступних сезонів був здебільшого запасним гравцем. 1 вересня 2023 року на умовах оренди на один сезон приєднався до «Фулгема».

## Статистика виступів

### Статистика клубних виступів
Станом на 1 вересня 2023
| Сезон              | Команда             | Чемпіонат          | Чемпіонат | Чемпіонат | Національний кубок | Національний кубок | Національний кубок | Континентальні кубки | Континентальні кубки | Континентальні кубки | Інші змагання | Інші змагання | Інші змагання | Усього | Усього |
| Сезон              | Команда             | Ліга               | Ігор      | Голів     | Ліга               | Ігор               | Голів              | Ліга                 | Ігор                 | Голів                | Ліга          | Ігор          | Голів         | Ігор   | Голів  |
| ------------------ | ------------------- | ------------------ | --------- | --------- | ------------------ | ------------------ | ------------------ | -------------------- | -------------------- | -------------------- | ------------- | ------------- | ------------- | ------ | ------ |
| 2015–16            | «Парі Сен-Жермен-2» | АЧФ                | 21        | 1         | -                  | -                  | -                  | -                    | -                    | -                    | -             | -             | -             | 21     | 1      |
| 2016–17            | «Парі Сен-Жермен-2» | АЧФ                | 15        | 0         | -                  | -                  | -                  | -                    | -                    | -                    | -             | -             | -             | 15     | 0      |
| Усього за ПСЖ-2    | Усього за ПСЖ-2     | Усього за ПСЖ-2    | 36        | 1         |                    | 0                  | 0                  |                      |                      |                      |               |               |               | 36     | 1      |
| 2017–18            | «Лілль»             | Л1                 | 27        | 0         | КФ+КЛ              | 1+1                | 0                  | -                    | -                    | -                    | -             | -             | -             | 29     | 0      |
| 2018-січ. 2019     | «Лілль»             | Л1                 | 18        | 0         | КФ+КЛ              | 0                  | 0                  | -                    | -                    | -                    | -             | -             | -             | 18     | 0      |
| Усього за «Лілль»  | Усього за «Лілль»   | Усього за «Лілль»  | 45        | 0         |                    | 2                  | 0                  |                      | -                    | -                    |               | -             | -             | 47     | 0      |
| січ.-черв. 2019    | «Монако»            | Л1                 | 18        | 0         | КФ+КЛ              | 1+1                | 0                  | ЛЧ                   | -                    | -                    | СФ            | -             | -             | 20     | 0      |
| 2019–20            | «Монако»            | Л1                 | 21        | 0         | КФ+КЛ              | 2+2                | 0                  | -                    | -                    | -                    | -             | -             | -             | 25     | 0      |
| 2020–21            | «Монако»            | Л1                 | 24        | 0         | КФ                 | 5                  | 0                  | -                    | -                    | -                    | -             | -             | -             | 29     | 0      |
| Усього за «Монако» | Усього за «Монако»  | Усього за «Монако» | 57        | 0         |                    | 8                  | 0                  |                      | -                    | -                    |               | -             | -             | 65     | 0      |
| 2021–22            | «Мілан»             | A                  | 10        | 0         | КІ                 | 0                  | 0                  | ЛЧ                   | 2                    | 0                    | -             | -             | -             | 12     | 0      |
| 2022–23            | «Мілан»             | A                  | 10        | 1         | КІ                 | 0                  | 0                  | ЛЧ                   | 4                    | 0                    | СІ            | 0             | 0             | 14     | 1      |
| Усього за «Мілан»  | Усього за «Мілан»   | Усього за «Мілан»  | 20        | 1         |                    | 0                  | 0                  |                      | 6                    | 0                    |               | 0             | 0             | 26     | 1      |
| Усього за кар'єру  | Усього за кар'єру   | Усього за кар'єру  | 158       | 2         |                    | 10                 | 0                  |                      | 6                    | 0                    |               | 0             | 0             | 174    | 2      |

### Статистика виступів за збірну
Станом на 1 вересня 2023
| Дата       | Місто        | Господарі        | Результат | Гості      | Турнір                                     | Голи | Примітки  |
| ---------- | ------------ | ---------------- | --------- | ---------- | ------------------------------------------ | ---- | --------- |
| 26-3-2021  | Браззавіль   | Республіка Конго | 0 – 0     | Сенегал    | Відбір до Кубка африканських націй 2021    | -    | 90+1'     |
| 30-3-2021  | Дакар        | Сенегал          | 1 – 1     | Есватіні   | Відбір до Кубка африканських націй 2021    | -    |           |
| 5-6-2021   | Тієс         | Сенегал          | 3 – 1     | Замбія     | товариський матч                           | -    | 80'       |
| 8-6-2021   | Тієс         | Сенегал          | 2 – 0     | Кабо-Верде | товариський матч                           | -    | 82'       |
| 1-9-2021   | Тієс         | Сенегал          | 2 – 0     | Того       | Відбір до ЧС 2022                          | -    | 88'       |
| 7-9-2021   | Браззавіль   | Республіка Конго | 1 – 3     | Сенегал    | Відбір до ЧС 2022                          | -    | 12' 61'   |
| 9-10-2021  | Тієс         | Сенегал          | 4 – 1     | Намібія    | Відбір до ЧС 2022                          | -    | 89'       |
| 12-10-2021 | Йоганнесбург | Намібія          | 1 – 3     | Сенегал    | Відбір до ЧС 2022                          | -    | 69'       |
| 10-1-2022  | Бафусам      | Сенегал          | 1 – 0     | Зімбабве   | Кубок африканських націй 2021 - 1-й етап   | -    |           |
| 18-1-2022  | Бафусам      | Малаві           | 0 – 0     | Сенегал    | Кубок африканських націй 2021 - 1-й етап   | -    | 85'       |
| 25-1-2022  | Бафусам      | Сенегал          | 2 – 0     | Кабо-Верде | Кубок африканських націй 2021 - 1/8 фіналу | -    | 82' 90+5' |
| 4-6-2022   | Діамніадіо   | Сенегал          | 3 – 1     | Бенін      | Відбір до Кубка африканських націй 2023    | -    | 77'       |
| 7-6-2022   | Кігалі       | Руанда           | 0 – 1     | Сенегал    | Відбір до Кубка африканських націй 2023    | -    | 57'       |
| 24-9-2022  | Орлеан       | Болівія          | 0 – 2     | Сенегал    | товариський матч                           | -    | 85'       |
| 4-12-2022  | Ель-Хаур     | Англія           | 3 – 0     | Сенегал    | ЧС 2022 - 1/8 фіналу                       | -    | 84'       |
| Усього     |              | Матчів           | 15        |            | Голів                                      | 0    |           |

| Дата       | Місто             | Господарі | Результат | Гості     | Турнір                         | Голи | Примітки |
| ---------- | ----------------- | --------- | --------- | --------- | ------------------------------ | ---- | -------- |
| 12-10-2018 | Ле-Петі-Кевії     | Франція   | 1 – 0     | Туреччина | Товариський матч               | -    | 45'      |
| 15-11-2018 | Бове              | Франція   | 2 – 2     | Хорватія  | Товариський матч               | -    | 80'      |
| 19-11-2018 | Кан (Кальвадос)   | Франція   | 1 – 1     | Іспанія   | Товариський матч               | -    |          |
| 21-3-2019  | Ессен             | Німеччина | 2 – 2     | Франція   | Товариський матч               | -    |          |
| 3-6-2019   | Ле-Ман            | Франція   | 3 – 0     | Бельгія   | Товариський матч               | -    | 45'      |
| 11-6-2019  | Гартберг          | Австрія   | 3 – 1     | Франція   | Товариський матч               | -    | 62'      |
| 18-6-2019  | Чезена            | Англія    | 1 – 2     | Франція   | Молодіжне Євро-2019 - 1-й етап | -    |          |
| 27-6-2019  | Реджо-нель-Емілія | Іспанія   | 4 – 1     | Франція   | Молодіжне Євро-2019 - півфінал | -    |          |
| Усього     |                   | Матчів    | 8         |           | Голів                          | 0    |          |

## Досягнення

### Клуб
- Чемпіон Італії (1):

«Мілан»: 2021–22
«Парі Сен-Жермен U-19»
Юнацька ліга УЄФА
- Фіналіст : 2016

### Збірна
- Переможець Кубка африканських націй: 2021